# 955 Alstede
955 Alstede eller 1921 JV är en asteroid i huvudbältet, som upptäcktes den 5 augusti 1921 av den tyske astronomen Karl Wilhelm Reinmuth i Heidelberg.
Den har fått sitt namne efter sin upptäckares fru, Lina Alstede Reinmuth, som också har fått asteroiden 954 Li uppkallad efter sig.
Asteroiden har en diameter på ungefär 17 kilometer.